# 新拉普萨雷
新拉普萨雷（羅馬化：Novyye Lapsary）是俄罗斯楚瓦什共和国的市级镇，属共和国辖市切博克萨雷市（城市区）管辖，位于该市的列宁区内。地处楚瓦什共和国北部，位于共和国首府切博克萨雷南侧边境。连接首都莫斯科与乌法的M7公路（伏尔加公路）从该镇北侧经过。
新拉普萨雷在2010年有人口6,955人，2002年人口7,655人，1989年人口5,691人。
附近主要聚居地除共和国首府外有库格西和新切博克萨尔斯克。